# Opatovice (Brno-vidéki járás)
Opatovice település Csehországban, a Brno-vidéki járásban. Opatovice Rajhradice, Blučina, Měnín és Rajhrad településekkel határos. Lakosainak száma 1162 fő (2024. január 1.).

## Népesség
A település lakosságának változását az alábbi diagram mutatja:
| Lakosok száma | 571  | 789  | 879  | 998  | 1025 | 950  | 1100 | 1114 | 1105 | 1162 |
|               | 1869 | 1890 | 1921 | 1950 | 1980 | 2001 | 2017 | 2019 | 2022 | 2024 |